# Нидербеса
Нидербеса (њем. Niederbösa) општина је у њемачкој савезној држави Тирингија. Једно је од 50 општинских средишта округа Кифхојзер. Према процјени из 2010. у општини је живјело 139 становника. Посједује регионалну шифру (AGS) 16065048.

## Географски и демографски подаци
Нидербеса се налази у савезној држави Тирингија у округу Кифхојзер. Општина се налази на надморској висини од 205 метара. Површина општине износи 4,6 km². У самом мјесту је, према процјени из 2010. године, живјело 139 становника. Просјечна густина становништва износи 30 становника/km².